# Brzętka
Brzętka (Phaedranassa Herb.) – rodzaj roślin z rodziny amarylkowatych, obejmujący 10 gatunków, występujących endemicznie w Kolumbii, Ekwadorze i Kostaryce. Rośliny znane są z pojedynczych stanowisk, gdzie tworzą duże populacje. Zasiedlają pobocza dróg i tereny ruderalne na wysokości powyżej 2000 m n.p.m.

## Morfologia

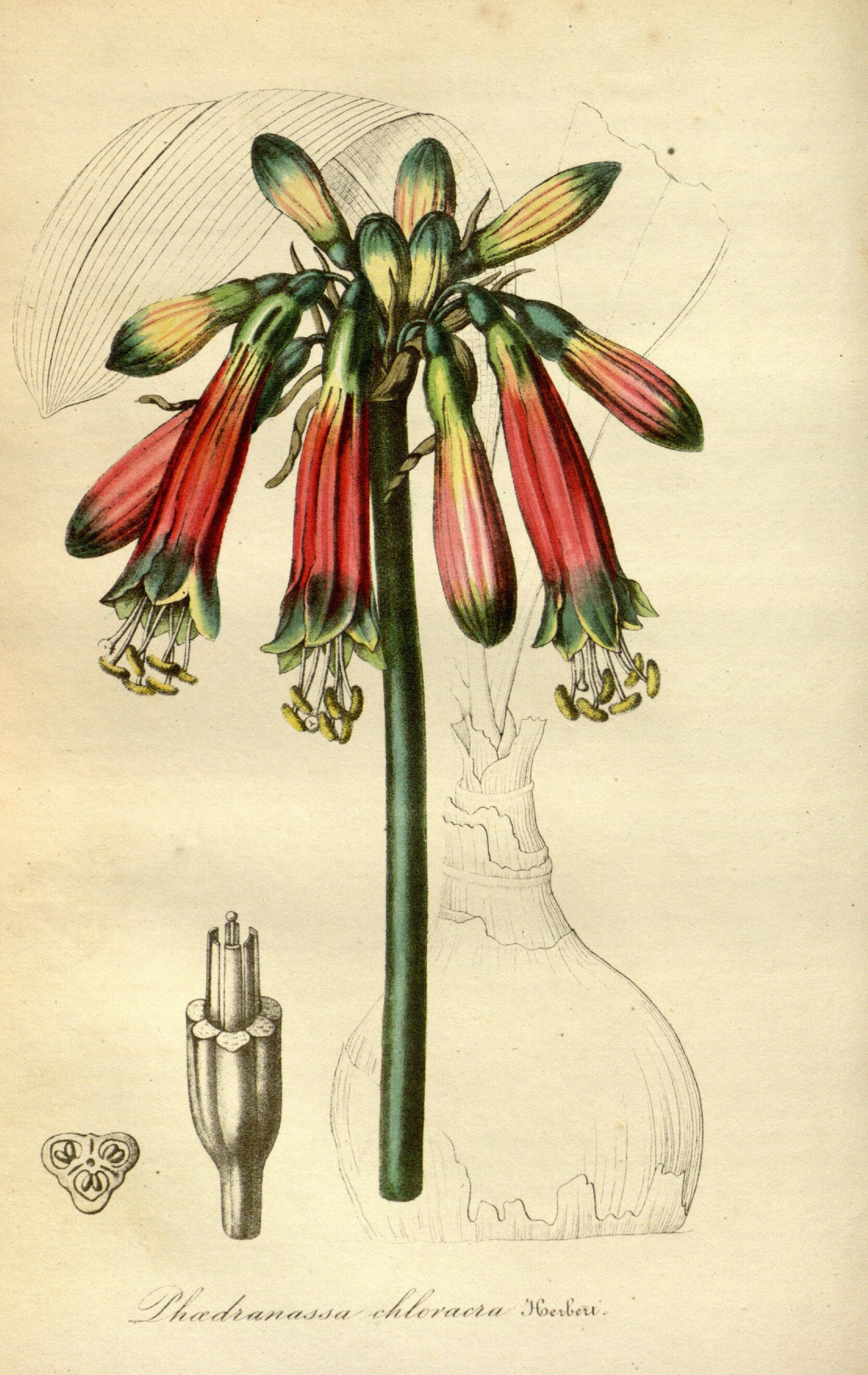
Budowa P. dubia

PokrójWieloletnie rośliny zielne.
PędCebula, pokryta brązowymi łuskami.
LiściePo przekwitnieniu z cebuli wyrasta jeden lub dwa ogonkowe liście o blaszce lancetowatej do eliptycznej, niekiedy modre, o słabo zaostrzonym wierzchołku i wąskiej nasadzie zbiegającej do ogonka.
KwiatyPromieniste, rurkowate, niemal zwisłe, bezwonne, różowe, czerwone, żółte lub pomarańczowe, u nasady i wierzchołkowo zielone, zebrane od 6 do 20 w baldachowaty kwiatostan, wyrastający na głąbiku. Listki okwiatu w dolnej części zrośnięte w rurkę, zwężoną na wysokości zalążni, powyżej zbieżne i rurkowate, jedynie wierzchołkowo odchylone. Pręciki wolne, u nasady przylegające do listków okwiatu, czterech różnych długości. Zalążnia dolna, trójkomorowa, z szyjką słupka zakończoną główkowatym znamieniem.
OwoceTorebki zawierające brązowe lub czarne, oskrzydlone nasiona.

## Systematyka
Pozycja systematycznaRodzaj z plemienia Stenomesseae (Eucharideae), podrodziny amarylkowych Amaryllidoideae z rodziny amarylkowatych Amaryllidaceae.
Wykaz gatunków
- Phaedranassa brevifolia Meerow
- Phaedranassa carmiolii Baker
- Phaedranassa cinerea Ravenna
- Phaedranassa cuencana Minga, C.Ulloa & Oleas
- Phaedranassa dubia (Kunth) J.F.Macbr.
- Phaedranassa glauciflora Meerow
- Phaedranassa lehmannii Regel
- Phaedranassa schizantha
- Phaedranassa tunguraguae Ravenna
- Phaedranassa viridiflora Regel

## Nazewnictwo

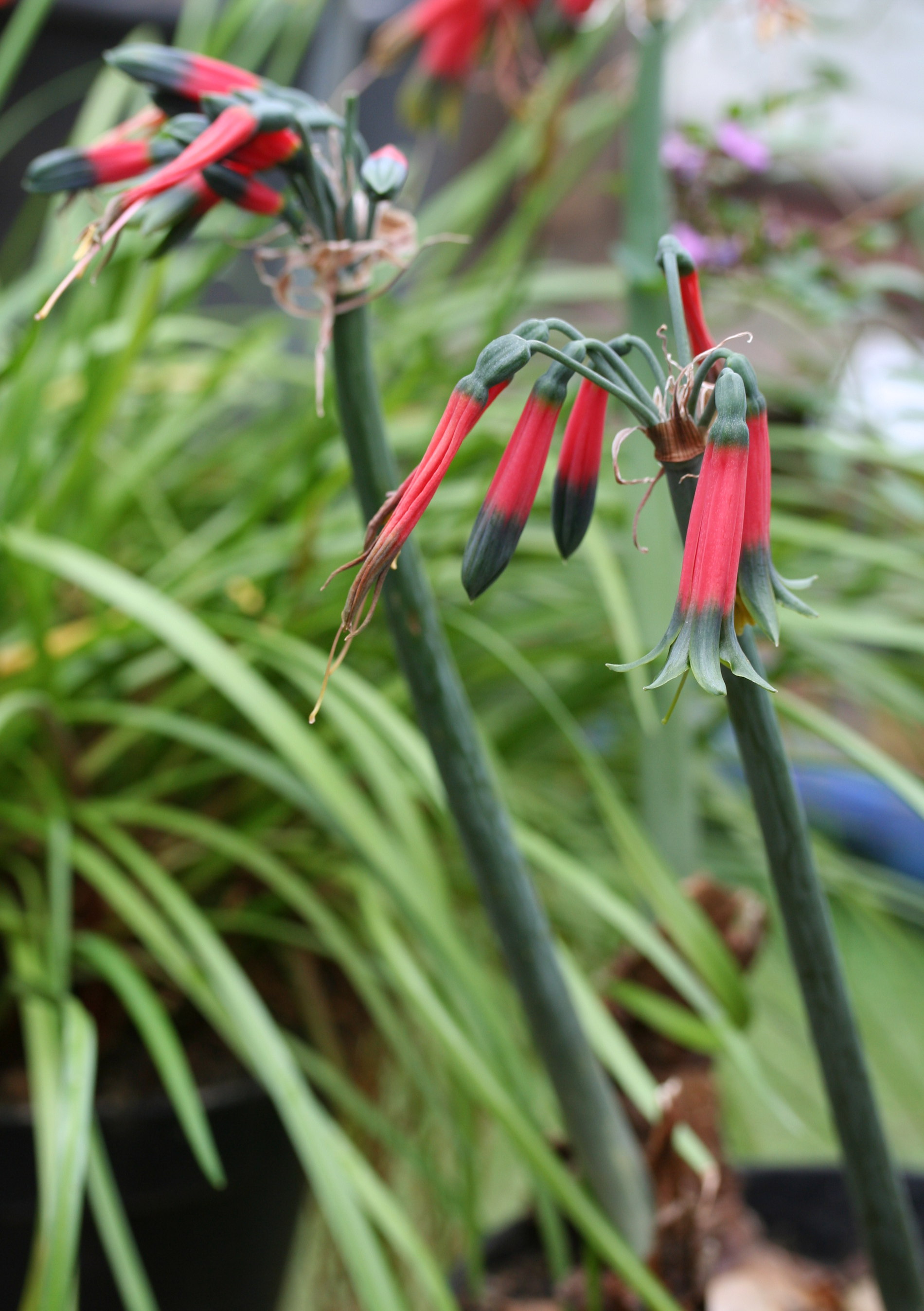
Phaedranassa tunguraguae

Etymologia nazwy naukowejNazwa naukowa rodzaju pochodzi od greckich słów φαιδρός (phaidros – radosny) i άνασσα (anassa – królowa).
Nazwy zwyczajowe w języku polskimPolska nazwa rodzaju Phaedranassa: brzętka, wskazana została w Słowniku nazwisk zoologicznych i botanicznych polskich... Erazma Majewskiego wydanym w roku 1894 i w Słowniku polskich imion rodzajów oraz wyższych skupień roślin z roku 1900 Józefa Rostafińskiego. W obu przypadkach nazwa ta podana została za opracowaniem Ignacego Czerwiakowskiego Catalogus plantarum quae in C.R. horto botanico Cracoviensi anno 1864.

## Zagrożenie i ochrona
Niektóre gatunki brzętki obejmuje Czerwona księga gatunków zagrożonych IUCN. P. brevifolia, P. glauciflora, P. tunguraguae i P. viridifolia są uznane za gatunki zagrożone wyginięciem, a P. cinerea i P. schizantha za narażone na wyginięcie.

## Zastosowanie
Rośliny leczniczeBrzętki zawierają ponad 30 różnych alkaloidów, z czego 85% z nich stanowią alkaloidy typu likoryny (50%), kryniny/hemantaminy i galantaminy. Wyciągi z roślin  wykazują działanie hamujące acetylocholinoesterazę i butyrylocholinoesterazę, przy czym w badaniach in vitro najsilniejsze działanie wykazały wyciągi z P. cuencana i P. dubia. Rośliny te mają więc potencjalne zastosowanie w paliatywnym leczeniu choroby Alzheimera.
W badaniach in vitro alkaloidy obecne w cebulach P. dubia (Amaryllidaceae) wykazały działanie przecipasożytnicze na świdrowca nagany, ś. rodezyjskiego, ś. amerykańskiego oraz zarodźca sierpowatego, z wartościami IC50 na poziomie 3,66 mM lub niższym.
Rośliny ozdobneNiektóre gatunki brzętki są uprawiane jako rośliny ogrodowe. W uprawie są bardzo podatne na wirusa mozaiki.